# Roque Máspoli
Roque Gastón Máspoli Arbelvide (Montevideo, 12 oktober 1917 - Montevideo, 22 februari 2004) was een Uruguayaans voetbalspeler en coach. Hij was de doelman van het nationale team van Uruguay dat in 1950 het  wereldkampioenschap won. Hij was ook de bondscoach van het Uruguayaanse team dat in 1980 de Mundialito won.

## Carrière
Maspoli werd geboren in Montevideo, in een Ticinese familie die oorspronkelijk uit Caslano komt,  en begon met voetballen in de jeugdopleiding van Club Nacional de Football. Hij maakte zijn debuut in de Uruguayaanse Primera División bij Liverpool de Montevideo in 1939. 
Na één seizoen bij Liverpool trad hij toe tot CA Peñarol. Hij bracht de rest van zijn spelerscarrière bij Peñarol door en won zes landstitels met de club. 
In de laatste wedstrijd van het WK 1950, bekend als de " Maracanazo " (de shock van Maracanã) vanwege de verrassende overwinning van Uruguay in het Maracanã-stadion in Rio de Janeiro, voor bijna 200.000 Braziliaanse fans, kreeg Máspoli één doelpunt tegen toen de bezoekers favorieten Brazilië met 2-1 versloegen.
Máspoli coachte later de Uruguayaanse club Peñarol, waarmee hij vijf landstitels won, alsmede de Copa Libertadores en de Wereldbeker voetbal voor clubteams van 1966, toen het team Real Madrid met 4-0 versloeg over twee wedstrijden. Later leidde hij teams in Spanje, Peru en Ecuador. Met Elche CF bereikte Máspoli in 1969 de finale van de Spaanse beker.
In de jaren tachtig coachte Máspoli enkele jaren het nationale team van Uruguay. Hij nam opnieuw de leiding in 1997 en werd op 80-jarige leeftijd de oudste manager ooit van een nationaal voetbalteam.
Roque Máspoli werd op 10 februari 2004 in het ziekenhuis opgenomen met hartproblemen. Hij stierf twaalf dagen later op 86-jarige leeftijd  Zijn stoffelijk overschot werd begraven op Cementerio del Buceo, Montevideo.

## Erelijst

### Als speler

#### Club
Nacional
- Primera División  : 1933, 1934, 1939
- Torneo de Honor: 1935, 1938, 1939
- Torneo Competencia: 1934

Peñarol
- Primera División: 1944, 1945, 1949, 1951, 1953, 1954

#### Internationaal
Uruguay
- Wereldkampioenschap voetbal : 1950

### Als coach

#### Club
Peñarol
- Eerste divisie: 1964, 1965, 1967, 1985, 1986
- Wereldbeker voetbal voor clubteams : 1966
- Copa Libertadores : 1966

Defensor Lima
- Primera División Peruana : 1973

Barcelona SC
- Serie A : 1987

#### Internationaal
Uruguay
- 1980 Mundialito: 1981

Britos ·
Burgueño ·
Gambetta ·
Ghiggia ·
J. González ·
M. González ·
Martínez ·
Máspoli ·
Míguez ·
Morán ·
Ortuño ·
Paz ·
Pérez ·
Pini ·
Rijo ·
Rodríguez Andrade ·
Romero ·
Schiaffino ·
Tejera ·
Varela  ·
Vidal ·
Vilches ·
Coach: López